# بني بوزرات (باب بودير)
بني بوزرات هي إحدى مشيخات المملكة المغربية، تتبع جغرافيا لإقليم تازة وإداريًا لباب بودير. يقدر عدد سكانها بـ 959 نسمة حسب الإحصاء الرسمي للسكان والسكنى لسنة 2004.